# Nie Žung-čen
Nie Žung-čen (čínsky pchin-jinem Niè Róngzhēn, znaky zjednodušené 聂荣臻, 29. prosince 1899 — 14. května 1992) byl čínský komunistický vojevůdce a politik, maršál Čínské lidové republiky.

## Život
Narodil se roku 1899 v provincii S’-čchuan nedaleko Čchung-čchingu v zámožné rodině. Na studiích na střední škole v Čchung-čchingu byl spolužákem Teng Siao-pchinga. Roku 1920 ve skupině čínských studentů odjel na studia do Francie, kde se seznámil s Čou En-lajem; roku 1922 byl z Francie vypovězen, odjel do Belgie a pak na žádost Čou En-laje do Německa, kde se seznámil s Ču Tem. Roku 1924 vstoupil do Komunistické strany Číny. V letech 1924–1925 se učil na vojenské akademii v Sovětském svazu. Po návratu do Číny působil v politickém oddělení Akademie Whampoa v jehož čele stál Čou En-laj, zde působil mezi studenty a šířil mezi ně komunistickou ideologii (mezi jím ovlivněné studenty patřili například Tchao Ču a Lin Piao).
Po rozkolu mezi KS Číny a Kuomintangem se přidal ke komunistické Rudé armádě. Roku 1927 se účastnil neúspěšných povstání v Nan-čchangu a koncem roku v Kantonu, načež unikl do Šanghaje. Zde do roku 1931 pracoval ve vojenském oddělení ÚV KS Číny pod vedením Čou En-laje. Roku 1931 byl přeložen do centrální sovětské oblasti na místo zástupce náčelníka Hlavní politické správy Rudé armády, od roku 1932 sloužil jako komisař 1. sboru, kterému velel Lin Piao.
I během Dlouhého pochodu byl komisařem 1. sboru Rudé armády, až do srpna 1937, kdy při reorganizaci Rudé armády přešel na místo zástupce velitele a komisaře 115. divize, jedné ze tří divizí 8. pochodové armády (divizi velel Lin Piao). Od konce roku 1937 velel vojenskému okruhu Šan-si–Čachar–Che-pej, své původně nevelké síly do léta 1938 rozšířil na 100 tisíc mužů, vesměs špatně vyzbrojené domobrany. Při budování okruhu a administrativy regionu těsně spolupracoval se svým komisařem (do 1942) Pcheng Čenem, současně tajemníkem severočínského byra ÚV KS Číny. Do roku 1944 dokázal rozšířit vliv komunistů a svých jednotek na území s 18 miliony obyvatel, třebaže zastoupení komunistů v místní samosprávě bylo dosti omezené. V létě roku 1945 velel již 45 tisícům mužů a jeho síly dostaly nové označení Ťin-Čcha-Ťiská polní armáda (tedy Šansijsko–Čacharsko–Chepejská), v květnu 1948 byly reorganizované v Severočínskou polní armádu. V letech občanské války bojoval se svou armádou v severní Číně zprvu se střídavými úspěchy, na přelomu let 1948/1949 se podílel na obklíčení kuomintangských sil generála Fu Cuo-iho v Pekingu a Tchien-ťinu, které se po měsíci obléhání vzdaly bez boje.
Po vzniku Čínské lidové republiky byla Severočínská polní armáda zrušena a její jednotky dílem zůstaly v severní Číně, dílem byly převeleny do jiných regionů. Nie Žung-čen vykonával funkci starosty Pekingu (1949–1951) a velitele Severočínského vojenského okruhu (do 1955). V letech 1949–1950 byl současně prvním zástupcem náčelníka generálního štábu Čínské lidové osvobozenecké armády (Sü Siang-čchiena) a pak do roku 1954 jeho náčelníkem. Roku 1955 byl jmenován jedním z deseti maršálů Čínské lidové republiky. V letech 1956–1975 byl místopředsedou vlády, od roku 1958 do roku 1970 současně předsedal Státnímu výboru pro vědu a techniku, ve funkci odpovídal mimo jiné za čínský jaderný program. V letech 1975–1980 byl místopředsedou stálého výboru Všečínského shromáždění lidových zástupců.
Zastával vysoké funkce ve vedení komunistické strany – v letech 1945–1987 byl členem ústředního výboru, v letech 1966–1969 a 1977–1985 jeho politbyra. Podílel se vedení ozbrojených sil jako člen vojenské komise KS Číny (1945–1949 a 1954–1987, v letech 1959–1987 místopředseda), Lidové revoluční vojenské rady (člen 1949–1954, místopředseda 1954), Státního výboru obrany (místopředseda 1954–1975) a vojenské komise ČLR (místopředseda 1983–1988).
Osobně byl mírný a rozvážný, schopný najít kompromis i v nejostřejších problémech a přesvědčit o něm nadřízené; vyjednávacími schopnostmi se vyrovnal Čou En-lajovi. 
Zemřel v květnu 1992 v Pekingu, pohřben je na Papaošanském revolučním hřbitově.